# 8836 Aquifolium
8836 Aquifolium eller 1989 SU3 är en asteroid i huvudbältet som upptäcktes den 26 september 1989 av den belgiske astronomen Eric W. Elst vid La Silla-observatoriet. Den är uppkallad efter Järnek.
Asteroiden har en diameter på ungefär 9 kilometer och den tillhör asteroidgruppen Eos.